# Малокирсановское сельское поселение
Малокирсановское сельское поселение — муниципальное образование в Матвеево-Курганском районе Ростовской области. 
Административный центр поселения — село Малокирсановка.

## Административное устройство
В состав Малокирсановского сельского поселения входят:
- село Малокирсановка,
- село Греково-Тимофеевка,
- хутор Духов,
- хутор Ефремовский,
- хутор Кислицкий,
- хутор Красная Горка,
- село Латоново,
- хутор Лесной,
- хутор Новомарьевка,
- хутор Палий,
- хутор Передовой,
- хутор Скороход,
- хутор Трудо-Пономарёвка.

Исключён из справочника административно-территориального деления Ростовской области: хутор Редичкин Малокирсановского сельсовета.

## Население
| 2010  | 2012  | 2013  | 2014  | 2015  | 2016  | 2017  |
| ----- | ----- | ----- | ----- | ----- | ----- | ----- |
| 4204  | ↘4145 | ↘4105 | ↘4049 | ↘4041 | ↘4013 | ↘3938 |
| 2018  | 2019  | 2020  | 2021  |       |       |       |
| ↘3894 | ↘3852 | ↘3834 | ↘3777 |       |       |       |